# Roxanne Blaze
Roxanne Blaze est une actrice pornographique américaine, née à Burbank en Californie (États-Unis), le 3 septembre 1975.
Au cours de sa courte carrière (1993-1994), Roxanne Blaze a joué dans 28 films et gagné trois AVN Awards, dont celui de meilleure actrice dans un film (Best Actress - Film) pour Justine. Elle est ensuite devenue actrice de films de série B sous le nom de Sarah Bellomo et est apparue notamment dans Beach Babes from Beyond et Virtual Encounters.

## Récompenses
- 1994 : AVN Award Meilleure actrice - Film (Best Actress - Film) pour Justine[2]
- 1994 : AVN Award Meilleure scène de sexe en couple - Film (Best Couple's Sex Scene - Film) avec Mike Horner
- 1994 : AVN Award Meilleure scène de sexe de groupe - Vidéo (Best Group Sex Scene - video) pour A Blaze of Glory

## Filmographie sélective
- Justine
- A Blaze of Glory